# Lloyd B. Ramsey

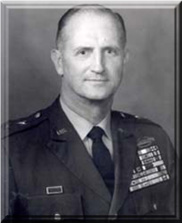
Lloyd B. Ramsey

Lloyd Brinkley Ramsey (* 29. Mai 1918 in Somerset, Pulaski County, Kentucky; † 23. Februar 2016) war ein Generalmajor der United States Army. Er war unter anderem Kommandeur der 23. Infanteriedivision, die auch unter dem Namen Americal Division (für American, New Caledonian Division) bekannt ist.
Lloyd Ramsey war ein Sohn von William Harold Ramsey und dessen Frau Mary Ella Ramsey. Er besuchte die öffentlichen Schulen seiner Heimat. Über das ROTC-Programm der University of Kentucky gelangte er im Jahr 1940 in das Offizierskorps des US-Heeres. Dort wurde er als Leutnant der Infanterie zugeteilt. In der Armee durchlief er anschließend alle Offiziersränge vom Leutnant bis zum Zwei-Sterne-General.
Im Lauf seiner militärischen Karriere absolvierte Ramsey verschiedene Kurse und Schulungen. Dazu gehörten unter anderem der Infantry Communication Course (1940), ein Kurzstudium der Psychologie an der Yale University (1946), das Command and General Staff College (1950) und das United States Army War College (1954). Außerdem erhielt er im Jahr 1961 einen akademischen Grad von der Harvard University.
Nach einer kurzen Stationierung beim 10. Infanterieregiment in Fort Thomas in Kentucky wurde er im August 1940 dem 39. Infanterieregiment in Fort Bragg in North Carolina zugeteilt. Diese gerade neu aufgestellte Einheit wurde auf einen möglichen Kriegseinsatz angesichts der damaligen weltweiten politischen Spannungen vorbereitet. Ramsey blieb bis Februar 1943 bei diesem Regiment. In der Zwischenzeit waren die Vereinigten Staaten in den Zweiten Weltkrieg eingetreten.
Im Februar 1943 wurde das 39. Infanterieregiment zusammen mit anderen Einheiten nach Nordafrika verlegt, um an der dort stattfindenden Landung der Alliierten teilzunehmen. Ramsey wurde zu diesem Zeitpunkt zum Stab des britischen Kommandeurs Harold Alexander versetzt. Diese Tätigkeit übte er für einige Monate aus. Im November 1943 wurde Ramsey Stabsoffizier und später Bataillonskommandeur im 7. Infanterieregiment, das der 3. Infanteriedivision unterstand. Damit nahm Ramsey zunächst am Italienfeldzug der Alliierten teil. Dann war er mit seiner Einheit an der Landung in Südfrankreich beteiligt. Von dort drang seine Einheit im Verbund mit anderen Verbänden der Verbündeten über Südfrankreich zu den Vogesen und nach Deutschland vor. Seine Einheit war auch an der Einnahme von Berchtesgaden und dem Obersalzberg beteiligt. Zwischenzeitlich wurde Ramsey in die Stabsabteilung G3 (Operationen) der 3. Infanteriedivision versetzt.
Nach dem Krieg war Lloyd Ramsey für einige Zeit Dozent an der Infantry School und danach Stabsoffizier im Kriegsministerium. Im Jahr 1954 wurde er in den Fernen Osten versetzt, wo er dem Stab des in Südkorea angesiedelten United Nations Commands angehörte. Im Jahr 1957 übernahm Ramsey in Fort Benning das Kommando über das 14. Infanterieregiment und dann über die 1. Brigade der 1. Infanteriedivision. Nach einer kurzen Verwendung im Stab des Army Infantry Centers wurde er im Juli 1959 erneut nach Südkorea versetzt, wo er bis Sommer 1960 als Militärberater an der Korea National Defense University tätig war. In den folgenden Jahren bekleidete er einige Stabsoffiziersaufgaben in verschiedenen Hauptquartieren und Funktionen. Er war unter anderem stellvertretender Kommandeur des US-Army Training Centers in Fort Leonard Wood in Missouri und ab Oktober 1967 Stabschef der 3. Armee.
Seit Dezember 1968 nahm Lloyd Ramsey aktiv am Vietnamkrieg teil. Zunächst war er dort stellvertretender Kommandeur des 1st Logistics Commands. Am 1. Juni 1969 übernahm er das Kommando über die 23. Infanteriedivision, die ebenfalls in Vietnam eingesetzt war. In seiner Zeit als Divisionskommandeur unterstützte Ramsey die Aufklärung der Vorgänge im Zusammenhang mit dem Massaker von Mỹ Lai vom 16. März 1968. Am 17. März 1970 stürzte er mit seinem Hubschrauber über dem vietnamesischen Dschungel ab. Zwei der Insassen kamen dabei ums Leben, Ramsey und andere wurden verwundet geborgen. Aufgrund seiner Verletzungen wurde Ramsey in die Vereinigten Staaten zur Behandlung evakuiert. Sein Kommando wurde von Albert E. Milloy übernommen.
Zwischen Juli 1970 und Mai 1974 bekleidete Ramsey das Amt des Leiters des United States Army Provost Marshal General. Er war der letzte Kommandeur dieser Einheit, die dann vorübergehend aufgelöst wurde. Ramsey ging wenig später in den Ruhestand. Er starb am 23. Februar 2016 und wurde auf dem amerikanischen Nationalfriedhof Arlington beigesetzt.

## Orden und Auszeichnungen
Lloyd Ramsey erhielt im Lauf seiner militärischen Laufbahn unter anderem folgende Auszeichnungen:
- Army Distinguished Service Medal
- Silver Star
- Legion of Merit
- Bronze Star Medal
- Distinguished Flying Cross
- Air Medal
- Purple Heart
- Army Commendation Medal
- World War II Victory Medal
- American Defense Service Medal
- American Theater Campaign Medal
- European-African-Middle Eastern Campaign Medal
- Army Occupation Medal (Germany)
- National Defense Service Medal
- Vietnamese Service Medal
- Vietnamese Cross of Gallantry  (Südvietnam)
- Croix de Guerre  (Frankreich)
- Vietnamese Campaign Medal
- Vietnamese Armed Forces Honor Medal
- Order of the British Empire (Großbritannien)